# Alejandro Moreno Cárdenas
Rafael Alejandro Moreno Cárdenas (San Francisco de Campeche, Campeche; 25 de abril de 1975) es un abogado y político mexicano, quien funge como dirigente nacional del Partido Revolucionario Institucional desde el 18 de agosto de 2019.

## Biografía
Nació el 25 de abril de 1975 en San Francisco de Campeche, Campeche.
Está casado con Christelle Castañón, con quien tiene tres hijos.
Es licenciado en Derecho y egresado del Instituto Tecnológico y de Estudios Superiores René Descartes.

## Trayectoria
Durante su carrera política se ha desempeñado como diputado federal en la LIX Legislatura, posteriormente fue Senador de la República en las LX y LXI Legislaturas. Fue Gobernador Constitucional del Estado de Campeche, cargo  que asumió el 16 de septiembre de 2015 y, el pasado 13 de junio de 2019, solicitó licencia definitiva al mismo. 

### Trayectoria Política
Es miembro activo del Partido Revolucionario Institucional desde el año 1991.
Durante toda su permanencia en el partido ha ocupado los cargos de: Consejero Político Estatal del PRI, Consejero Político Municipal del PRI, Presidente del Comité Directivo Municipal (CDM) de Juventud Popular Revolucionaria de la CNOP, Presidente del Comité Directivo Estatal (CDE) de Juventud Popular de la CNOP y Presidente del CDM del Frente Juvenil Revolucionario en Campeche estos cargos a nivel local.
A nivel nacional se ha desempeñado como: Secretario de organización del Comité Ejecutivo Nacional (CEN) del Frente Juvenil Revolucionario y Coordinador Nacional del Frente Juvenil Revolucionario del PRI.
En 2002 y a la llegada de Roberto Madrazo como presidente nacional del Comité Ejecutivo Nacional del Partido Revolucionario Institucional; fue nombrado presidente nacional del Frente Juvenil Revolucionario, cargo que ocupó hasta 2008; durante el primer año de gestión de Beatriz Paredes Rangel como Presidenta del Comité Ejecutivo Nacional del Partido Revolucionario Institucional.
En el año 2006 fue elegido consejero nacional del Partido Revolucionario Institucional y entre 2008 y 2009 fue secretario de Organización del Comité Ejecutivo Nacional del PRI siendo la presidenta de este Partido Beatriz Paredes Rangel.
Posteriormente entre los años  2009 y 2011 fue presidente del CDE (Comíte Directivo Estatal) del PRI en el Estado de Campeche en donde fue coordinador de la campaña de 
Fernando Ortega Bernés; quién era candidato a gobernador por el Partido Revolucionario Institucional.
Las elecciones estatales de Campeche de 2009 tuvieron lugar el domingo 5 de julio de 2009, simultáneamente con las elecciones federales y el candidato del PRI, Fernando Ortega Bernés, resultó elegido con 51.01% de la votación.
Posterior a su paso por el CDE del PRI en Campeche; en 2012 pasó a desempeñarse como secretario de Operación Política del CEN del PRI durante la Presidencia Interina de Pedro Joaquín Coldwell al Frente del Comité Ejecutivo Nacional del Partido Revolucionario Institucional.
Desde 2019 es presidente nacional del PRI, dejando su cargo en el año 2024, gracias a una resolución del tribunal electoral que prorroga su dirigencia hasta ese año. El 8 de mayo de 2023, el consejo consultivo del PRI aprobó el periodo de dirigencia para Alejandro Moreno.

#### Elecciones estatales de Campeche 2015
En 2015 fue candidato para la gubernatura de Campeche en donde consiguió 40.46% (148,659) de los votos emitidos.

#### Gobernador de Campeche
En 2015 fue elegido gobernador del estado de Campeche, asumiendo el cargo el 16 de septiembre del mismo año. El 13 de junio de 2019 solicitó licencia absoluta al cargo para participar como candidato a la Presidencia de su partido, el Revolucionario Institucional, cargo que finalmente alcanzó ese mismo año.
En 2018 fue elegido presidente de la CONAGO en el periodo diciembre de 2018-mayo de 2019.

### Trayectoria administrativa
En 2002 fue elegido síndico de asuntos jurídicos del Ayuntamiento de Campeche.  

### Trayectoria empresarial
En 2015, año en el que empezó a gobernar Campeche, incursionó en los medios de comunicación. 
El primer medio de comunicación que compró fue El Sur por 8 millones de pesos, el cual adquirió de la familia Azar García. 
Después vendría la compra del periódico Novedades, entonces propiedad de Jaime Ruiz Moreno y la familia García Lavín de Yucatán, por la cantidad de 15 millones de pesos. 
Tiempo después, a través de su hermano Gabriel Emigdio Moreno Cárdenas, compró la televisora de Miguel Ángel Duarte Quijano denominada Mayavisión por 25 millones de pesos. 
En 2018, se hizo con la propiedad del periódico El Expreso de Campeche, que era propiedad de Alejandro Castillo Illescas, y por último, el portal webcampeche.com que compró al empresario y conferencista internacional Jorge R. De la Gala.
El 28 de noviembre de 2019, fue electo por unanimidad en Managua, para ocupar la Presidencia de la Conferencia Permanente de Partidos Políticos de América Latina y el Caribe (COPPPAL) para el periodo 2019-2022 y el 2 de junio los 69 partidos políticos progresistas de 30 países que integran la COPPPAL, lo eligieron por aclamación en Ciudad de México, para presidir está organización multilateral no gubernamental para el periodo 2022-2026.

### Trayectoria legislativa

#### Diputado federal - LIX Legislatura
En 2003 diputado federal por la vía plurinominal a la LIX Legislatura. Fue integrante de las comisiones de Juventud y Deporte; Marina; Seguridad Pública; Investigación encargada de revisar la legalidad de los contratos de obra pública otorgados por organismos descentralizados y empresas de participación estatal mayoritaria a la empresa Construcciones Prácticas, S.A. de C.V.; y Especial encargada de coadyuvar y dar seguimiento a los proyectos de desarrollo regional relacionados con la región sursureste de México.  
Como diputado federal presentó diversas iniciativas, una de ellas para reformar la Ley de Coordinación Fiscal y con ello promover el desarrollo económico de Campeche a través de una distribución de los recursos del Fondo General de Participaciones, otra para reformar la Ley General del Sistema de Medios de Impugnación en Materia Electoral, así como una proposición en materia de fiscalización.

#### Senador de la República - LX y LXI Legislaturas
En 2006 fue elegido senador de la república por el estado de Campeche. Secretario de la Comisión de Juventud y Deporte. Integrante de las comisiones de Derechos Humanos; Radio, Televisión y Cinematografía; Reforma del Estado; y Salud.
Durante la  LX Legislatura presentó diversas iniciativas relacionadas con temas fiscales. La primera con el objetivo de replantear las reglas del Fondo de Aportaciones para la Seguridad Pública de los Estados, del Distrito Federal y de los Municipios, para que los municipios pudieran recibir directamente los recursos en materia de seguridad pública. Una segunda iniciativa con reformas al Código Fiscal de la Federación para lograr una mayor recaudación fiscal y aumentar la confianza de los contribuyentes sobre el destino de sus contribuciones. Finalmente una iniciativa con reformas a la ley del impuesto sobre la renta para brindar la deducibilidad de la prima por robo del pago del impuesto sobre la renta.
En la LXI Legislatura suscribió una iniciativa de la senadora Carmen Guadalupe Fonz Sáenz, que proponía reformas a la Ley de Coordinación Fiscal con el fin de subsanar la caída de los ingresos de los estados productores de petróleo y en particular de Campeche.

#### Diputado federal - LXII Legislatura
En 2012 fue elegido nuevamente como diputado federal a la LXII Legislatura por la vía de representación proporcional. Fue presidente de la Comisión de Gobernación, así como integrante de las comisiones de Asuntos Frontera Sursureste, Hacienda y Crédito Público y Marina.
Presentó iniciativas en temas como: apoyo al sector pesquero; aumentar las penas de prisión para quienes hagan uso de la violencia en contra de los ocupantes de un vehículo de transporte público o privado; otorgar estímulos y retribuciones económicas para mejorar las condiciones de los militares en activo. Así como otros proyectos legislativos en materia de salud, deporte,  educación, readaptación social y pagos y subsidios del suministro eléctrico.

#### Senador de la República - LXVI y LXVII
El 2 de junio de 2024, Alejandro Moreno Cárdenas fue electo como senador de la República por lista nacional.Integrante de las comisiones de Marina (Presidente); Hacienda y Crédito Público (Secretario); Comisión Especial de Seguimiento e Impulso al Corredor Interoceánico del Istmo de Tehuantepec (Secretario); Defensa Nacional; Relaciones Exteriores; y Seguimiento a la Implementación y Revisión del T-MEC.

## Controversias

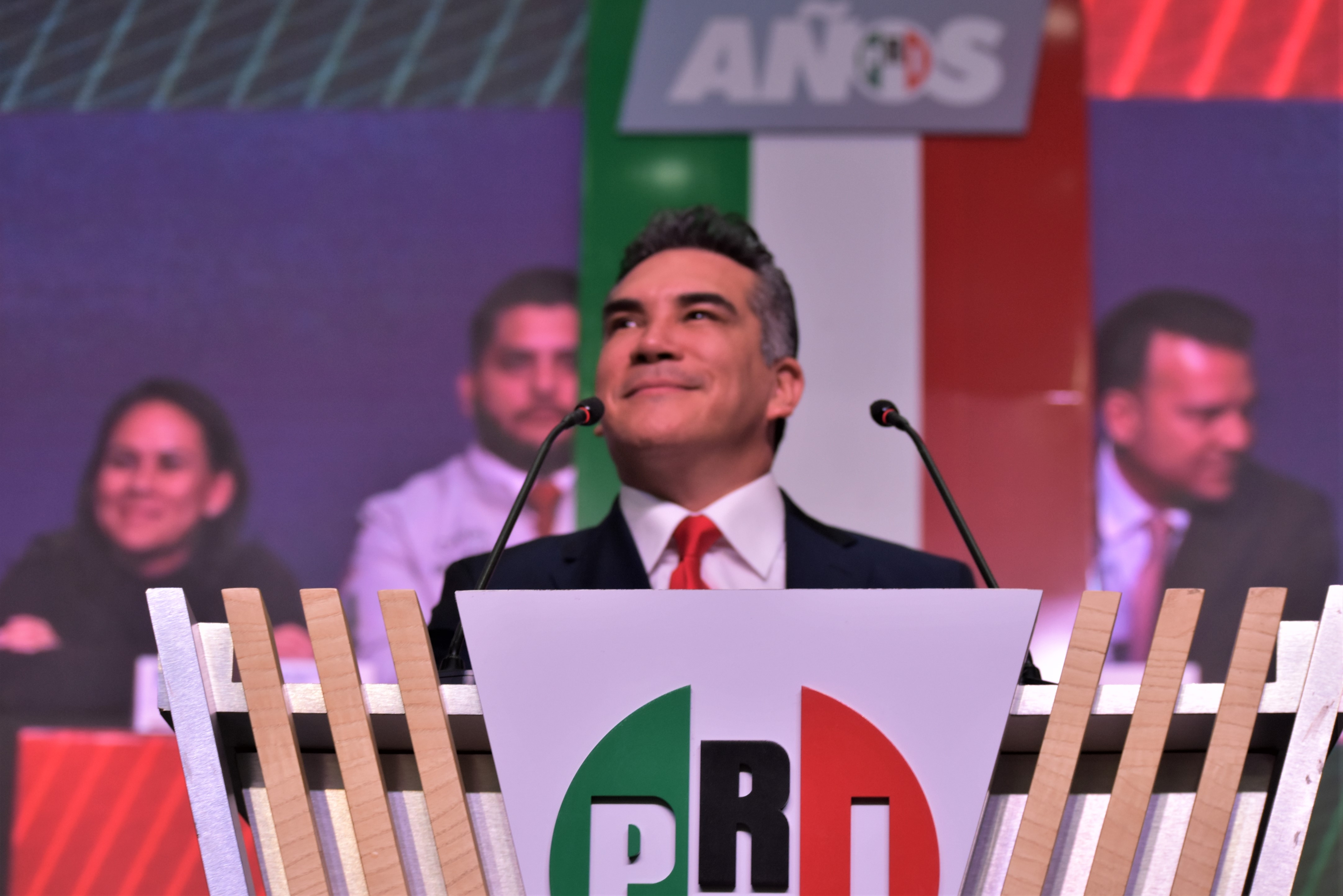
Alejandro Moreno en la celebración del 94° aniversario del partido, acompañado de la candidata a la gubernatura por el Estado de México, Alejandra del Moral, marzo de 2023.

El periódico Reforma publicó en 2019 que Alejandro Moreno es propietario de una lujosa residencia de 1,900 metros cuadrados con un valor superior a los 46 millones de pesos que fue construida en un transcurso de dos años, en los cuales declaró ingresos anuales de 5 millones de pesos, mientras era gobernador de Campeche. Moreno Cárdenas también es propietario de otros 19 inmuebles en la capital del estado que gobernó, San Francisco de Campeche, de los cuales 10 forman parte del fraccionamiento Lomas del Castillo, además de poseer un “área de reserva” en el exclusivo fraccionamiento Lomas de Campeche de esta misma ciudad. La mayor parte de estas adquisiciones inmobiliarias fueron de contado entre 2012 y 2014, mientras era diputado federal, cargo público por el que reportó ingresos anuales de poco más de un 1 millón de pesos. Estos bienes representan un valor del 300% de sus ingresos como legislador, sin reportar ninguna otra actividad económica que justifique la desproporción, razón por la cual en varias ocasiones ha sido señalado de probable enriquecimiento ilícito.
La gobernadora de su estado, Layda Sansores, ha expuesto un esquema de presunta defraudación y tráfico de influencias operada por Moreno Cárdenas durante su ejercicio de gobierno en Campeche: a través del registro público de la propiedad fijaba precios de medio centavo por metro cuadrado en bienes inmuebles que pasaban a la administración pública, los adquiría y posteriormente los donaba a su madre a través de un contrato de donación, esto a pesar de que los terrenos aledaños tuvieran un valor hasta 100 veces superior. Según Sansores, en un solo día llegaron a registrarse hasta 10 de estas operaciones, esto fue resultado de auditorías posteriores al registro público, por lo que ha dicho que la fiscalía de Campeche seguirá en investigaciones contra el exgobernador. La mandataria también ha expuesto las acusaciones de entrega de sobornos de 300 mil pesos por parte del exgobernador Moreno Cárdenas a diputados de Movimiento Ciudadano en el congreso local para respaldarlo en sus iniciativas, acusaciones vertidas en un inicio por el líder local de este partido.
En 2021 Alejandro Moreno y varios de sus funcionarios en la administración estatal fueron denunciados ante el Servicio de Administración Tributaria por la presunta contratación de empresas fantasma para el desvío de recursos públicos y la simulación de operaciones por un valor de más de 59 millones de pesos. Según la denuncia, las contrataciones se realizaron con proveedores de diferentes giros, violando la ley y presentándose irregularidades en la aplicación de los supuestos servicios contratados. Las empresas en cuestión se encontraban fichadas por el SAT por incumplimiento de obligaciones al emitir comprobantes fiscales sin contar con la infraestructura, capacidad material, de personal o de activos de acuerdo a la ley, que amparasen esos comprobantes, adicionalmente dichas empresas se encontraban como no localizadas, un rasgo común de los supuestos prestadores de servicios que son utilizados para desviar recursos. Uno de los principales beneficiarios de este quebranto fue Christian Castro Bello, sobrino del propio Alejandro Moreno y a la postre candidato al gobierno en las elecciones de 2021, quien también ocupó cargos públicos en el ejercicio gubernamental de su tío.
En este mismo año fueron filtrados al periódico La Jornada una serie de audios en los cuales se exponía a Alejandro Moreno exigir a representantes del PAN y del PRD que votasen por su sobrino en las elecciones de Campeche, bajo de pena de “romperles la madre” con el voto cruzado contra el candidato panista a la alcaldía de la capital. En otra conversación se develó que Moreno Cárdenas utilizaba una flotilla de aviones con cargo al erario para llevar a su cirujano plástico personal de visita a Campeche: “Oye, tú dime con cuántos quieres ir, con cuatro, con cinco, y yo te pongo mi avión; llegan y te la vas a pasar de güevos. Tú dime” se registró en uno de los diálogos. Otros asuntos tratados eran millones de pesos en triangulaciones para pagar la estructura del PAN, la entrega de dinero en efectivo a empresas para el manejo de algunas de sus propiedades o para el arrendamiento de sus autos de lujo, como un mecanismo de prestanombres, para de esta manera evitar observaciones legales de la UIF. Moreno ha sido igualmente cuestionado por dar asignaciones directas y contratos por más de 70 millones de pesos al empresario Gabriel Escalante, quien fuera coordinador de asesores durante su gobierno. Además, medios señalaron que Moreno entregó casi 590 millones de pesos en contratos públicos a empresas con colaboradores cercanos a su gobierno y vinculados con el Partido Verde Ecologista de México.
Después de su gobierno en Campeche, las finanzas de la entidad registraron una creciente deuda pública y de igual manera se registró un aumento de la pobreza, antes de pedir licencia al cargo para irse a dirigir al PRI nacional, se confeccionó al sistema estatal anticorrupción, con un costo de más de 200 millones de pesos, y con diversas críticas por la opacidad de sus operaciones y en la conformación de sus integrantes. La aprobación del sistema pasó por el congreso local vía “fast track” y con un dictamen aprobado sin mayor discusión en la comisión presidida por su prima Laura Baqueiro Ramos. Desde entonces diversos cuestionamientos han surgido en torno a este organismo.
En febrero de 2022 se registraron despidos sin las liquidaciones de ley o a través de “renuncias voluntarias” contra por lo menos 300 trabajadores de medios de comunicación de la península de Yucatán, medios cuya propiedad corresponde al exgobernador Alejandro Moreno. Entre los despedidos se encontraban personas adultas mayores, trabajadores próximos al retiro y enfermos con padecimientos crónicos. Los medios en cuestión: El Sur de Campeche, Novedades de Campeche, Expreso de Campeche y El Carmelita, así como el canal de televisión por cable; Mayavisión, fueron las sedes en donde ocurrieron dichos despidos injustificados, según los extrabajadores, fue “Alito” el que personalmente ordenó y supervisó sus despidos, después de haberse comprado dichos medios durante su gobierno y como represalia a la falta de subsidios en publicidad oficial de la gobernadora Sansores. La antigüedad no les fue reconocida a ninguno de estos ex empleados, quienes de igual manera denunciaron ser amenazados para no emprender litigios por sus derechos laborales.
Alejandro Moreno Cárdenas ha sido denunciado por la exsecretaria de vinculación del PRI, Nallely Gutiérrez Gijón, por violencia política de género ante la fiscalía de justicia de la Ciudad de México. La denunciante acusó a Alejandro Moreno de posibles delitos financieros, ante lo cual dijo haber recibido amenazas tanto a su persona como a la integridad de su familia. Sostuvo que venía siendo acosada por dar luz a los manejos irregulares de Moreno Cárdenas en la dirigencia del PRI, con llamadas telefónicas, mensajes en redes sociales y agresiones de otras personas vinculadas a él.
En mayo de 2022 fueron exhibidos a la opinión pública otra serie de audios de Alejandro “Alito” Moreno. En ellos, el presidente nacional del PRI pide extorsionar con lenguaje altisonante a proveedores del gobierno del estado de Campeche para proporcionarle bienes en especie a su partido, en el contexto de las elecciones locales del 2021, “Alito” suelta en una de sus frases: “A mí no me interesa más otra puta cosa más que Campeche. Me vale verga”. Mientras que en otro momento de la grabación advierte a su interlocutor de que en caso de perder el estado, se los iría a “chingar”. En otro de los audios, Alejandro Moreno expone, también con lenguaje altisonante, que ha extorsionado al dueño de Cinépolis, consiguiendo del propietario 25 millones de pesos para financiar las campañas de candidatos del PRI a diputados en Michoacán, mientras se queja de que él esperaba sacarle 300 millones de pesos.
En otra de las conversaciones filtradas, Alejandro Moreno Cárdenas asegura que le iba a “mentar la madre” a Alexandro Arceo Azar, gerente del diario “Tribuna”, y le exigiría que “le devolviera su maleta”, sin ofrecer mayores detalles. En este audio “Alito” dice a la persona con quien hablaba: “A los periodistas no hay que matarlos a balazos, papá, hay que matarlos de hambre”.
El 7 de julio de 2024, la Asamblea del PRI modificó sus estatutos para permitir la reelección de su dirigencia por hasta tres periodos consecutivos.Con esta reforma, Alejandro Moreno Cárdenas y Carolina Viggiano Austria consiguieron reelegirse como presidente nacional y secretaria general del PRI respectivamente el 11 de agosto de 2024. El proceso de reforma y la reforma en sí fueron criticados por exdirigentes nacionales del partido,quienes aseguraron que existieron varias irregularidades para la convocatoria de la asamblea, incluyendo la falta de diseminación de los estatutos que serían reformados. En septiembre de 2024, el Instituto Nacional Electoral determinó que las reformas eran improcedentes, ya que el proceso electoral de 2024 aún se encontraba en curso, toda vez que los resultados de la elección aún no habían sido certificados al momento de realizar la reforma.No obstante, en octubre de 2024, el Tribunal Electoral del Poder Judicial de la Federación avaló la reforma, al considerar que existían precedentes de partidos realizando reformas a sus estatutos en periodos electorales.
El 22 de julio de 2024, el diario Reforma publicó una investigación que involucra a Alejandro Moreno y una propiedad en la exclusiva zona de Champotón, en su estado natal de Campeche. Según el medio, en 2014, Alito compró un terreno de 30 hectáreas a 33 centavos por metro cuadrado. Sin embargo, el precio actual en la zona oscila entre 1,250 y 1,500 pesos, lo que significa que adquirió una playa de 300,000 metros cuadrados por 100,000 pesos, cuando su valor real es de 450 millones. Las investigaciones también señalan que la Playa Alito está junto a Akbal, un complejo residencial y turístico que la empresa española “Mall” comenzó a construir en 2005. Debido a problemas legales con el grupo ICA, la compañía española no pudo terminar el proyecto, y ICA se encargó de concluir la obra en 2014. Aquí es donde aparece Marco Antonio Marrufo, representante de la empresa europea y propietario de los terrenos adyacentes. Marrufo decidió venderle a Alito un fragmento de la playa, mientras él mismo pasaba a formar parte del gobierno del PRI en Campeche. Posteriormente, ya como gobernador, Moreno obtuvo una concesión de la Secretaría del Medio Ambiente para usar, ocupar y explotar la playa. El permiso le permite construir palapas en una zona de 100,000 metros cuadrados durante 15 años. Esta concesión fue entregada por Mariana Boy, quien en ese entonces era directora general de la Zona Federal Marítimo Terrestre y Ambientes Costeros, y actualmente lidera el Partido Verde y es procuradora ambiental de la Ciudad de México. Alito se defendió explicando que la propiedad pertenece a su madre. Cabe destacar que las concesiones otorgadas por la Semarnat solo pueden ser solicitadas y negociadas por el dueño del terreno, y según los registros, él solicitó el permiso a las autoridades federales en noviembre de 2014.